# Véhicule électrique au Québec

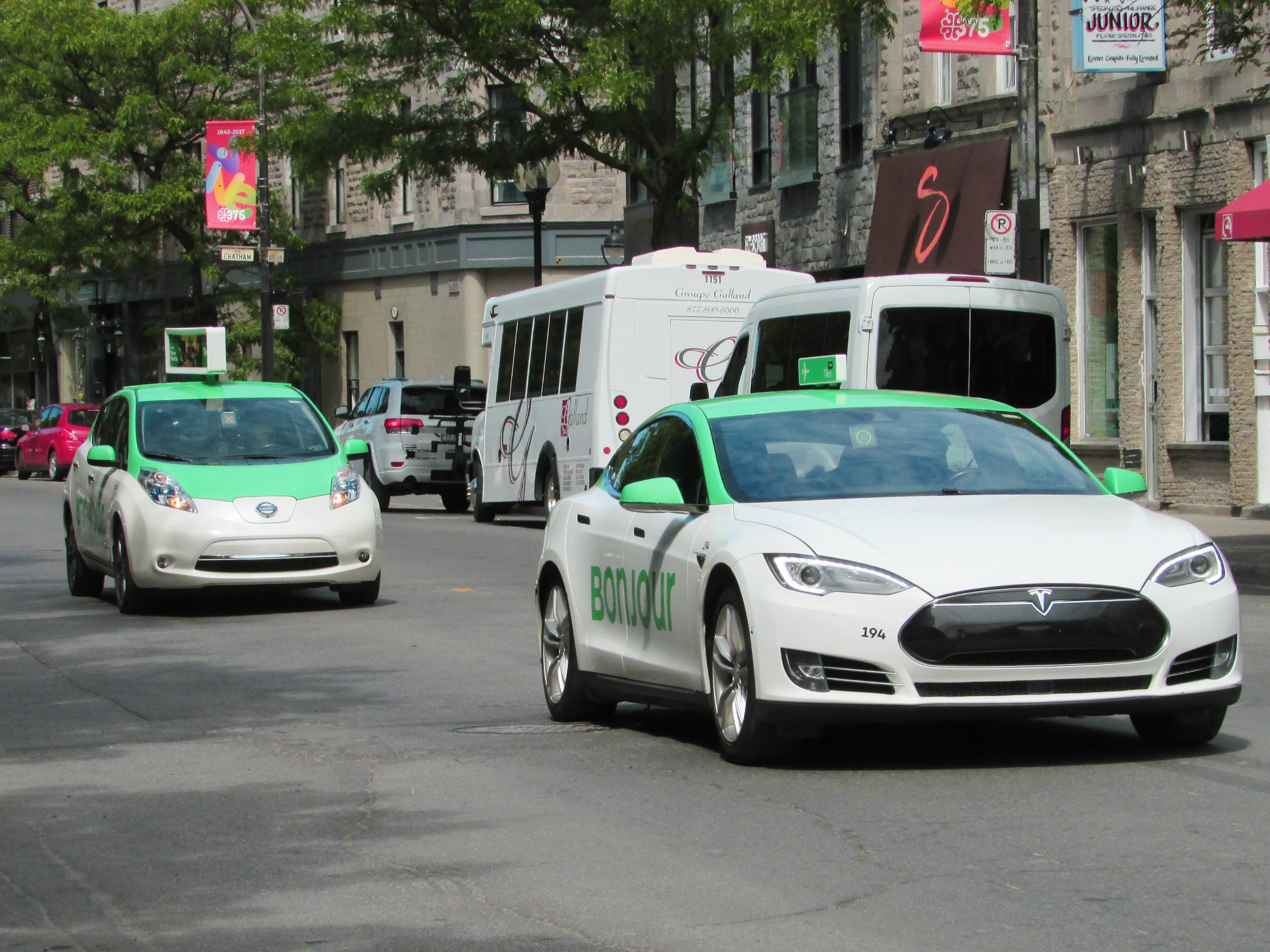
Taxis électriques à Montréal.

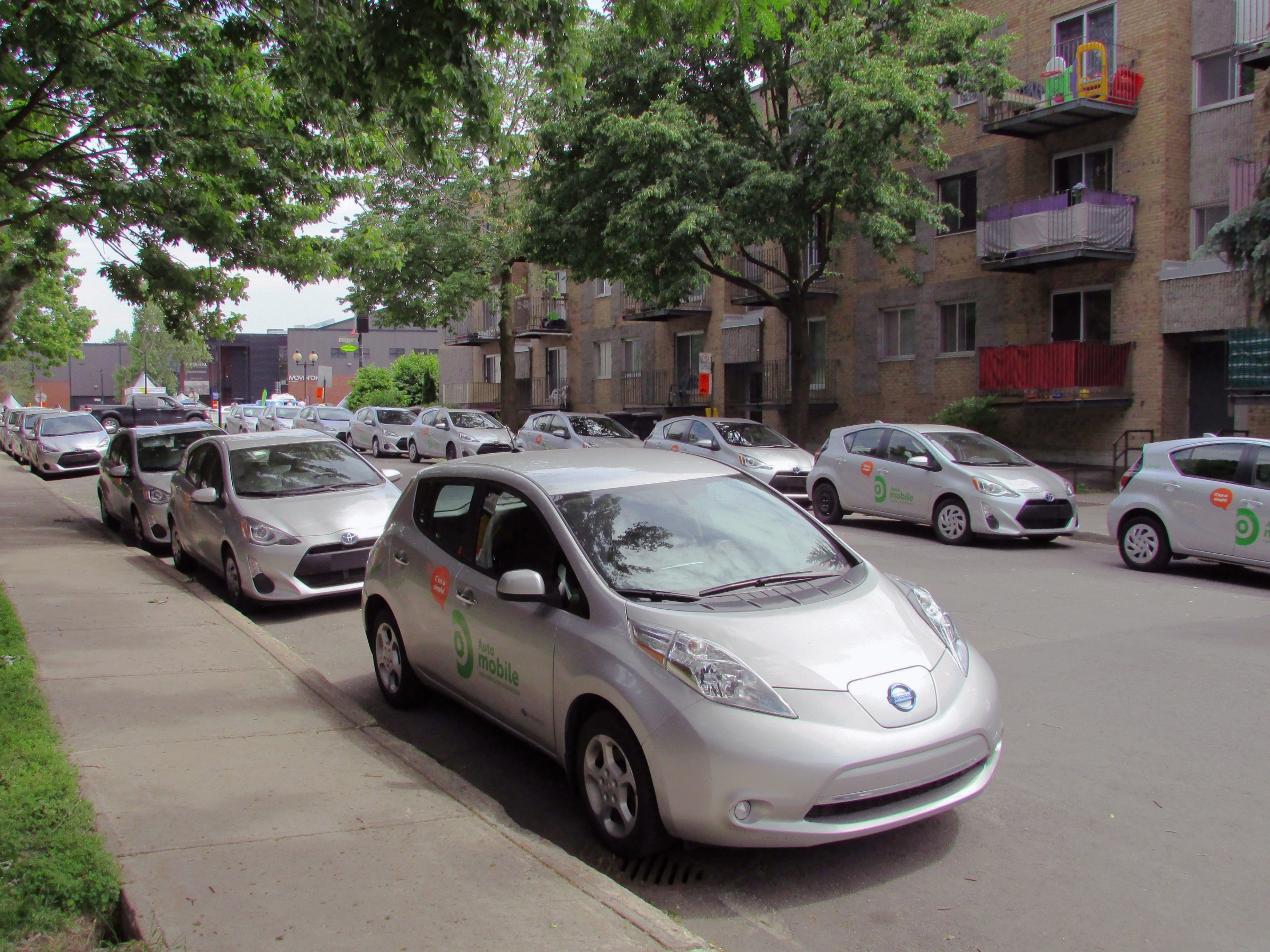
Véhicules électriques partagés à Montréal.

Le véhicule électrique au Québec connait un développement rapide.

## Statistiques
En mars 2022, on compte environ 76 000 véhicules électriques et 57 000 véhicules hybrides rechargeables au Québec.
Au Québec, les immatriculations de voitures électriques sont passées de 41 993 en 2022 à 79 635 en 2023. Plus d'une voiture vendue sur cinq était électrique en 2023. Il y a ainsi plus de 250 000 VE sur les routes du Québec, grâce au coût très bas de l'électricité, près de quatre fois moins chère qu'en France, et à des aides avantageuses.

## Politique gouvernementale
Le Québec commence à proposer des aides allant jusqu'à 8 000 $ à compter du 1er janvier 2012 pour l'achat de nouveaux véhicules électriques rechargeables équipés d'une batterie d'au moins 4 kWh, et les nouveaux véhicules électriques hybrides sont admissibles à une aide de 1 000 $. Les véhicules entièrement électriques équipés de batteries de grande capacité sont alors éligibles à la remise totale de 8 000 $, et les incitations sont réduites pour les voitures électriques à faible autonomie et les hybrides rechargeables. Le gouvernement du Québec réserve 50 millions de dollars au programme, et le montant maximum de la remise devait être progressivement réduit chaque année jusqu'à un maximum de 3 000 $ en 2015. Le nombre maximum de véhicules éligibles était également plafonné : 10 000 pour les véhicules entièrement électriques et les hybrides rechargeables, et 5 000 pour les hybrides conventionnels,.
En novembre 2013, le gouvernement provincial annonce sa décision d'affecter, dans le budget 2014, 65 millions de dollars supplémentaires pour financer une prolongation de trois ans du programme d'aides pour les véhicules électriques. Le rabais maximum est maintenu à 8 000 $, mais une échelle progressive est introduite afin de répartir l'incitatif sur 10 000 véhicules ou plus. Le gouvernement du Québec s'est également fixé comme objectif de déployer 12 500 véhicules électriques supplémentaires dans la province d'ici 2017, soit 10 200 voitures grand public, 325 taxis et 2 000 véhicules du parc gouvernemental. En outre, des aides sont accordées pour « écologiser » 525 taxis, visant à introduire 325 véhicules rechargeables (275 hybrides rechargeables et 50 entièrement électriques) et 200 hybrides conventionnels. Les incitations à l'achat commencent à 20 000 $ pour les taxis électriques, 12 000 $ pour les hybrides rechargeables et 3 000 $ pour les hybrides conventionnels, la remise diminuant au fil du temps. La province prévoit également de subventionner le déploiement de bornes de recharge pour les taxis.
En octobre 2016, l'Assemblée nationale du Québec adopte une nouvelle législation sur les véhicules zéro émission qui oblige tout constructeur automobile qui vend dans la province canadienne plus de 4 500 véhicules neufs par année sur une moyenne de trois ans, à offrir à ses clients un nombre minimum de véhicules hybrides et entièrement électriques. Selon la nouvelle loi, 3,5 % du nombre total d'automobiles vendues par les constructeurs automobiles au Québec devront être des véhicules zéro émission (VZE) à partir de 2018, pour atteindre 15,5 % en 2020. Un système de crédits négociables est créé pour les constructeurs automobiles qui ne respectent pas leurs quotas afin d'éviter des pénalités financières. Les quotas sont déterminés par le ministère du Développement durable du Québec. Le Québec est devenu la première province canadienne à adopter une telle législation, rejoignant dix États américains, dont la Californie, qui ont des lois similaires sur les véhicules zéro émission,.
Le 1er avril 2022, le gouvernement provincial propose une baisse de taxes à hauteur de $7,000 pour l'achat de véhicules électriques, $5,000 pour les véhicules hybrides rechargeables, et $3,500 pour les véhicules électriques d'occasion.
Depuis 2022, la province est légalement tenue de veiller à ce que 17,5 % des véhicules neufs vendus dans la province d'ici à 2025 soient électriques, 77,5 % d'ici 2030 et 100 % d'ici 2035.

## Stations de recharge
En 2022, on compte environ 3 400 stations de recharge publiques au Québec.

## Fabrication
Le Québec, avec son voisin l'Ontario, est un territoire d'importance majeure pour la fabrication de véhicules électriques au Canada,,,,.